# دهستان خرم‌دشت (خمین)
دهستان خرمدشت یکی از دهستان‌های استان مرکزی است که در بخش کمره شهرستان خمین واقع شده است.
روستاهای تابع آن عبارتند از: کجارستان، لکان، محمدیه، طیب آباد، علی‌آباد، استهلک، رباط سفلی، رباط علیا، چهارطاق، تهیق، حاجی‌آباد، دانیان، فیضی حسن، محمدآباد، خیرآباد، سعیدآباد، داودآباد، کندها، لیلیان، اسفنجه، چشمه حق‌وردی، کوکه، اندرپا، دره شور، مزارع، ورچه
زبان رایج در ابن منطقه لری بختیاری است